# Magdalena Briones
Magdalena Briones Navarro (Durango,16 de septiembre de 1926-Torreón, 19 de enero de 2022), también conocida como Magdalena Briones y Magda Briones, fue una bailarina y activista ambiental en la Comarca Lagunera. Fue pionera de la danza española en la región, maestra de la bailarina Pilar Rioja, e incursionó en otras disciplinas artísticas como la literatura, el teatro y la pintura.  

## Trayectoria
Nació en la ciudad de Durango y llegó a vivir a Torreón cuando tenía dos años. Comenzó a bailar durante su adolescencia danzas españolas inspiradas en las fiestas de la Covadonga de la Comarca Lagunera.
Desarrolló la primera etapa de su carrera como bailarina de forma autodidacta. A los 24 años viajó a España para recibir educación formal. Su estancia en ese país se prolongó durante tres años. Fundó una academia de ballet con la que visitó varias ciudades del país y se retiró de la danza a los 32 años.  
Posteriormente estudió Sociología en la UNAM y se graduó en 1973, ese mismo año se convirtió en la primera directora de la Casa de la Cultura de Torreón.
Entre los temas que le preocupaban como ambientalista destaca el cuidado del agua.
Falleció a los 95 años en Torreón, Coahuila en su casa el 20 de enero de 2022. Semanas antes estuvo internada unos días a causa de un accidente vascular que sufrió el 24 de diciembre.

## Obras de teatro
- Hipótesis - Director: Rogelio Luévano[9]
- A veces es nunca - Director: Jorge Méndez
- La crisis[10]
- Mar de niebla

## Reconocimientos
- En 2021 la Universidad Autónoma de Coahuila reconoció su labor artística, académica y como activista en el marco del Día Internacional de la Mujer.[11]